# Brachymeles miriamae
Brachymeles miriamae — вид сцинкоподібних ящірок родини сцинкових (Scincidae). Ендемік Філіппін.

## Поширення і екологія
Brachymeles minimus відомі з двох місцевості, розташованих в провінції Накхонратчасіма на сході центрального Таїланду. Вони живуть в сухих тропічних лісах, в пухкому ґрунті, серед опалого листя та під камінням, трапляються на рисових полях.